# 92 (število)
92 (dváindevétdeset) je naravno število, za katero velja 92 = 91 + 1 = 93 - 1.

## V matematiki
- sestavljeno število.
- osmo petkotniško število {\displaystyle 92=8(3\cdot 8-1)/2\,\!}.
- pri delitvi kroga s samo trinajstimi daljicami je največje število likov, ki se jih lahko dobi, enako 92.
- število različnih Johnsonovih teles
- število stranskih ploskev prirezanega dodekaedra.

## V znanosti
- vrstno število 92 ima uran (U).

## Drugo
Glasba

### Leta
- 492 pr. n. št., 392 pr. n. št., 292 pr. n. št., 192 pr. n. št., 92 pr. n. št.
- 92, 192, 292, 392, 492, 592, 692, 792, 892, 992, 1092, 1192, 1292, 1392, 1492, 1592, 1692, 1792, 1892, 1992, 2092, 2192